# My Gift
My Gift — седьмой студийный альбом американской кантри-певицы Кэрри Андервуд. Релиз в Северной Америке состоялся 25 сентября 2020 года, спродюсировал его Грег Уэллс. Это первый рождественский альбом Андервуд, в котором участвуют Джон Ледженд и её старший сын Исайя. Диск занял первую строку в кантри-чарте США (Top Country Albums) и в Top Christian Albums.

## История
Андервуд анонсировала альбом в июне 2020 года. Список композиций был представлен 27 августа 2020 года. Андервуд давно хотела записать полноформатный рождественский альбом и решила, что это будет её следующий музыкальный проект после продвижения её предыдущего альбома Cry Pretty. Продюсировал и аранжировал альбом Грег Уэллс.

### Синглы
28 августа 2020 года в преддверии выхода альбома на YouTube был опубликован промо-трек «Let There Be Peace». Песня заняла 21 место в чарте Billboard Hot Christian Songs.
Песня «Hallelujah» была отправлена на радио Adult Contemporary 13 ноября 2020 года и дебютировала под номером 28 в чарте Billboard Adult Contemporary за неделю, закончившуюся 20 ноября. Песня заняла первое место в чарте Hot Christian Songs, третье место в чартах Adult Contemporary и Hot Country Songs и 54 место в чарте Billboard Hot 100.

## Отзывы
| Оценки критиков | Оценки критиков |
| Источник        | Оценка          |
| --------------- | --------------- |
| AllMusic        | [ 7 ]           |

Альбом My Gift получил положительные отзывы музыкальной критики и интернет-изданий: AllMusic, The Eastern Echo, Vinyl Chapters, Knoxville News Sentinel.

## Награды и номинации
| Организация            | Год  | Награда             | Результат | Ссылка |
| ---------------------- | ---- | ------------------- | --------- | ------ |
| Billboard Music Awards | 2021 | Top Christian Album | Победа    | [ 12 ] |
| Billboard Music Awards | 2021 | Top Country Album   | Номинация | [ 13 ] |

## Коммерческий успех
Альбом дебютировал на первом месте кантри-чарта Top Country Albums с тиражом 43 000 эквивалентных единиц, включая 41 тыс. копий традиционных продаж. Это её 8-й в сумме и подряд чарттоппер. То есть она превысила рекорд 56-летнего чарта по числу подряд идущих альбомов номер один, ранее принадлежавший на пару ей самой и Миранде Ламберт (семь подряд чарттопперов). Одновременно альбом дебютировал на № 1 в Top Christian Albums и на № 8 в мультижанровом хит-параде Billboard 200.

## Список композиций
| №                   | Название                                             | Автор(ы)                                              | Длительность |
| ------------------- | ---------------------------------------------------- | ----------------------------------------------------- | ------------ |
| 1.                  | «Joyful, Joyful We Adore Thee»                       | Henry van Dyke Jr. Ludwig Van Beethoven               | 3:55         |
| 2.                  | «O Come, All Ye Faithful»                            | John Francis Wade Frederick Oakeley                   | 3:14         |
| 3.                  | «Let There Be Peace»                                 | Кэрри Андервуд Brett James David Garcia               | 3:59         |
| 4.                  | «The Little Drummer Boy» (при участии Isaiah Fisher) | Harry Simeone Katherine Kennicott Davis Henry Onorati | 2:56         |
| 5.                  | «Sweet Baby Jesus»                                   | Андервуд James Garcia                                 | 4:29         |
| 6.                  | «Hallelujah» (при участии John Legend)               | John Stephens Toby Gad                                | 4:35         |
| 7.                  | «O Holy Night»                                       | Adolphe Adam John Sullivan Dwight                     | 4:41         |
| 8.                  | «Mary, Did You Know?»                                | Mark Lowry Buddy Greene                               | 3:26         |
| 9.                  | «Have Yourself a Merry Little Christmas»             | Ralph Blane Hugh Martin                               | 3:49         |
| 10.                 | «Away in a Manger»                                   | James Ramsey Murray Martin Luther                     | 2:41         |
| 11.                 | «Silent Night»                                       | Franz Xaver Gruber Joseph Mohr                        | 3:31         |
| Общая длительность: | Общая длительность:                                  | Общая длительность:                                   | 41:16        |

## Чарты
| Чарт (2020—2021)                         | Высшая позиция |
| ---------------------------------------- | -------------- |
| Австралия (ARIA)                         | 98             |
| Канада (Canadian Albums Chart)           | 35             |
| Великобритания (Album Downloads, OCC)    | 37             |
| Великобритания (UK Country Albums Chart) | 1              |
| США (Billboard 200)                      | 5              |
| США (Billboard Christian Albums)         | 1              |
| США (Billboard Top Country Albums)       | 1              |
| США (Billboard Top Holiday Albums)       | 1              |
| США (Billboard Vinyl Albums)             | 25             |

| Чарт (2020)                         | Позиция |
| ----------------------------------- | ------- |
| США (Christian Albums, Billboard)   | 15      |
| США (Top Country Albums, Billboard) | 59      |
| США (Top Current Albums, Billboard) | 48      |

| Чарт (2021)                           | Позиция |
| ------------------------------------- | ------- |
| США (Billboard 200)                   | 155     |
| США (Top Album Sales, Billboard)      | 26      |
| США (Top Christian Albums, Billboard) | 2       |
| США (Top Country Albums, Billboard)   | 25      |

| Чарт (2022)                           | Позиция |
| ------------------------------------- | ------- |
| США (Top Album Sales, Billboard)      | 69      |
| США (Top Christian Albums, Billboard) | 4       |
| США (Top Country Albums, Billboard)   | 47      |

| Чарт (2023)                           | Позиция |
| ------------------------------------- | ------- |
| США (Top Christian Albums, Billboard) | 35      |
| США (Top Country Albums, Billboard)   | 73      |

## Сертификации
| Регион                                                                      | Сертификация | Продажи |
| --------------------------------------------------------------------------- | ------------ | ------- |
| США (RIAA)                                                                  | Золотой      | 500 000 |
| Данные о продажах + прослушиваниях приведены только на основе сертификации. |              |         |